# Saint-Inglevert

Saint-Inglevert este o comună în departamentul Pas-de-Calais, Franța. În 1 ianuarie 2022 avea o populație de 814 de locuitori.